# إدارة بورغو
إدارة بورغو (بالفرنسية: Borgou)، هي إحدى إدارات بنين، عاصمتها هي باراكو. تحد الإدارة نيجيريا وإدارات أليبوري وأتاكورا وكولينز ودونغا. فصل الجزي الشمالي من الإدارة ليصبح إدارة أليبوري في عام 1999.

## جغرافيا
تبلغ مساحة الإدارة 25856 كيلومتر مربع. وتحدها إدارة أليبوري من الشمال ونيجيريا من الشرق وإدارة كولاينيس من الجنوب وإداراتي دونغا وأتاكورا من الغرب. يوجد في الإدارة موسمًا واحدًا من الأمطار يمتد من مايو إلى سبتمبر، يصل متوسط درجة الحرارة من أبريل إلى يونيو إلى 40 °م (104 °ف)، في حين أن متوسط درجة الحرارة بين نوفمبر ومارس يتراوح بين 12 و 25 °م (54 و 77 °ف)، ويبلغ متوسط ارتفاع الإدارة 200 م (660 قدم) فوق متوسط مستوى سطح البحر.
الإدارة جزء من منطقة بورغو الأكبر المقسمة بين بنين 130,000 كيلومتر مربع (50,000 ميل2) ونيجيريا 52,000 كيلومتر مربع (20,000 ميل2).

## السكان
| التعداد الديني         | التعداد الديني         | التعداد الديني | التعداد الديني | التعداد الديني |
| ---------------------- | ---------------------- | -------------- | -------------- | -------------- |
|                        |                        |                |                |                |
| الإسلام                | الإسلام                |                | 69.8%          | 69.8%          |
| الميثودية              | الميثودية              |                | 1.2%           | 1.2%           |
| الفودو                 | الفودو                 |                | 1%             | 1%             |
| الكاثوليك              | الكاثوليك              |                | 15%            | 15%            |
| مسيحي تابعة لكنيسة آخر | مسيحي تابعة لكنيسة آخر |                | 4.5%           | 4.5%           |
| ديانات تقليدية أخرى    | ديانات تقليدية أخرى    |                | 1.3%           | 1.3%           |
| معتقدات أخرى           | معتقدات أخرى           |                | 1.5%           | 1.5%           |

بلغ إجمالي عدد سكان الإدارة 1,214,249 نسمة (منهم 607,013 ذكور و607,236 إناث) في تعداد 2013. نسبة سكان الريف منهم 56.40٪ وسكان الحضر 43.60٪. وبلغ عدد السكان الأجانب 22,665 نسمة ويمثلون 1.90٪ من إجمالي السكان الإدارة. وبلغت نسبة مشاركة الأجانب ا(لذين تتراوح أعمارهم بين 15-64 سنة) في القوى العاملة 30.20٪. وعدد الأسر في الإدارة 158,099 أسرة بمتوسط حجم الأسرة 7.7. ومعدل النمو السكاني 4.70٪.
متوسط سن الزواج لدى النساء 27.1. ومجموع القوى العاملة في الإدارة 271,652 شخص، 25.20٪ منهم نساء. وبلغت نسبة الأسر التي ليس لديها أي مستوى تعليمي 64.30٪ ونسبة الأسر التي أطفالها يذهبون إلى المدرسة 47.10٪.

## التقسيمات الإدارية

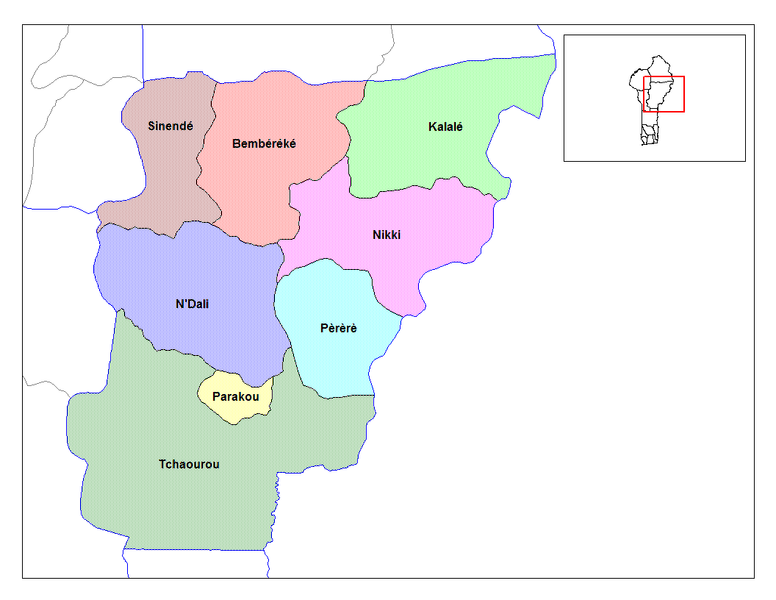
كوميونات بورغو

تنقسم بورغو إلى ثماني كوميونات، كل واحدة حول إحدى المدن الكبرى: بمبيريكي وكالالي وندالي ونيكي وباراكو وباريري وسينيندي وتشاورو. أجريت الانتخابات الأخيرة لمجالس الإدارات في مايو 2020، أثناء جائحة فيروس كورونا.